# Анита Јовановић
Анита Јовановић Радосављевић (Велика Плана, 8. децембар 1979) српска је графичарка и сликарка.

## Биографија
Основно образовање је стекла у ОШ „Свети Сава“ у Великој Плани, средње у Средњој уметничкој школи „Ђорђе Крстић“ у Нишу, одсек Ликовни техничар. Уписала је 1998. године Факултет Примењених уметности у Београду - издвојено одељење у Нишу (прво одељење Факултета Уметности у Нишу), на Одсеку примењена графика, код професора Мирослава Анђелковића и Станка Зечевића. Са преласком целе класе на ФПУ у Београду, прелази на Одсек примењена графика, Атеље графика и књига, код професора Гордане Петровић и Југослава Влаховића.
Дипломирала је 1. јула 2003. године и тиме стекла стручни назив дипломирани графичар – примењена графика. Уписала постдипломске студије 2004. године код професорке Гордане Петровић на истом факултету – Смер графика. Магистарску тезу одбранила 4. децембра 2006. године и тиме стекла звање магистра уметности из области графике. Живи и ради у Великој Плани.

## Чланство у струковним удружењима
- Од 2005. године члан УЛУПУДС,[1]
- Од 2009. године члан удружења IMS - Међународно Друштво Mecotinte (Флорида, САД),[2]
- Од 2012. године члан УЛУС-а.

## Учешће на изложбама
Учествовала је до сада на 10 самосталних и преко 100 групних изложби у земљи и свету.

### Самосталне изложбе
- 2003. Галерија Дома омладине, Велика Плана-изложба графика
- 2004. Графичка галерија, Народни музеј Паланка, Смедеревска Паланка-изложба графика
- 2006. Галерија Дома културе Студентски град, Београд-Магистарска изложба Прозори
- 2007. Галерија Дома омладине, Велика Плана-изложба графика
- 2008. Галерија београдске тврђаве, Београд-изложба графика
- 2012. Галерија СКЦ, Нови Београд-изложба графика „Трагови сећања“[3][4]
- 2013. Мала галерија УЛУПУДС-а, Београд-изложба графика „Рефлексије“[5]
- 2014. Галеријa ЦЗК Масука, Велика Плана-изложба слика „прозор-светлост-рефлексија“
- 2016. Галерија дома културе, Старо Село, Изложба графика - минијатуре (2001 — 2016)
- 2023. Галеријa ЦЗК Масука, Велика Плана - изложба „Графике-техника мецотинте”

### Групне изложбе (избор)
- 2001.

Галерија Дома омладине, Велика Плана, Изложба ликовне колоније “Покајница 2001”,
- 2002.

Галерија „Студентски град“, Београд, 11. бијенале југословенске студентске графике,
Галерија Дома културе „Вера Благојевић“, Шабац, 11. изложба малог формата,
- 2005.

Међународно бијенале минијатуре, Цлуј, (Румунија),
Бијенале студентске графике, Скопље, (Македонија),
- 2006.

Графички колектив, Београд, Изложба мале графике,
Музеј „25. мај“, Београд, Мајска изложба УЛУПУДС–а,
- 2007.

Галерија „Прогрес“, Београд, Зимски салон УЛУПУДС–а,
Галерија центра за килтуру, Мајданпек, 5. изложба „Жене сликари“,
Изложба сликарско-графичке секције УЛУПУДС–а, Мали формат, Београд, Рума, Србобран, Сокобања, Златибор, Ариље, Прибој,
- 2008.

„Музеј примењених уметности“, Београд, 40. мајска изложба УЛУПУДС-а,
„Кућа Ђуре Јакшића“, Београд, изложба „Бео Београд“, сликарско–графичке секције УЛУПУДС-а,
„Еуросонг“, Београд, изложба УЛУПУДС-а у простору РТС-а,
- 2009.

Дом културе, Пријепоље, изложба Мали формат 2009. сликарско-графичке секције УЛУПУДС–а, Рашка, Ивањица, Србобран, Рума, Трстеник, Сокобања/ Београд, „Галерија Сингидунум“,
Музеј „25. мај“, Београд, 41. мајска изложба УЛУПУДС-а - Светлост,
Галерија Дома омладине, Велика Плана, Јесењи салон, Смедеревска Паланка, „Галерија Музеја Смедеревске Паланке“,
Међународни бијенале илустрације, Београд, 45. Златно перо Београда, Павиљон „Цвијета Зузорић“.
- 2010.

Изложба Мали формат сликарско-графичке секције УЛУПУДС-а, Ужице, Прибој, Краљево, Чајетина, Пријепоље, Србобран, Кикинда, Рашка, Нови Пазар, Трстеник, Рума, Крагујевац, Крушевац, Сокобања, Београд,
Галерија Дома омладине, Велика Плана, Октобарски ликовни салон,
Галерија Дома омладине, Велика Плана, Изложба ликовне колоније „Покајница 2009.“,
10. Међународни бијенале уметности минијатуре, Горњи Милановац,
- 2011.

14. Међународно тријенале графике малог формата, Лођ, Пољска,
Музеј ликовних уметности, Екатеринбург, Русија, Међународни фестивал мецотинте,
Графички колектив, Београд, Изложба мале графике,
- 2012.

Павиљон Цвијета Зузорић, Београд, Пролећна изложба УЛУС-а 2012,
Велика Галерија Центра за културу Мајданпек, Мајданпек, 3. Међународна изложба „Уметност у минијатури“,
Галерија Националног позоришта, Гевгелија, Македонија, - „1. Међународна изложба екслибриса Скопље 2012.“,
40. Међународна изложба цртежа, Скопље, Македонија, Галерија Цртежа, Остен,
- 2013.

Мајска изложба графике, Београд, Галерија Графички колектив,
Павиљон „Цвијета Зузорић“, Београд, Пролећна изложба УЛУС-а 2013,
Музеј ликовних уметности, Екатеринбург Русија, Други међународни фестивал мецотинте,
7. Бијенале „Уметност минијатуре Босне и Херцеговине“, Тузла, БиХ,
„Шесто Међународно бијенале мале графике Тетово“, Тетово, Македонија,
- 2014.

15. Међународно тријенале графике малог формата, Лођ, Пољска,
Џогџа Бијенале мале графике,(JMB), Џогџакарта, Индонезија,
IV Балатон Салон, Мађарска,
Павиљон „Цвијета Зузорић“, Београд, Друго Међународно тријенале графике,
Национална галерија, 8. EX-YU изложба графика, Београд,
- 2014.

Јесењи ликовни салон, Галерија Центра за културу „Масука”, Велика Плана,
излагање по позиву, Higashi-chichibu, Hanga forum изложба, Јапан,
- 2015.

, Белгија,
Пролећни ликовни салон, Галерија Центра за културу „Масука”, Велика Плана,
 Бијенале графике - Premio Acqui Incisione, финалиста, Италија,
изложба минијатура, Мајданпек,
Међународна изложба минијатура у графици AIMPE, Yoshinogawa City, Токушима
8. бијенале уметности минијатуре, Тузла, БиХ
Изложба мале графике, Графички колектив, Београд,
- 2016.

Изложба мале графике, Графички колектив, Београд,
, Џакарта, Индонезија
- 2017.

16. Међународно тријенале графике малог формата, Лођ, Пољска,
Јесењи ликовни салон, Галерија Центра за културу „Масука”, Велика Плана,
5. Међународна изложба малог формата, УНУНС, Нови Сад – Футог
6. Бијенале графике, Гуанлан, Kина,
Мала графика, Галерија Ла Виста, Нови Сад
- 2018.

, , Kуала Лумпур, Малезија
Изложба мале графике, Графички колектив, Београд,
XVI међународна изложба „Жене сликари”, Мајданпек,
- 2019.

Пролећни ликовни салон, Галерија Центра за културу „Масука”, Велика Плана,
- 2020.

 међународни бијенале уметности минијатуре, Горњи Милановац,
Јесењи ликовни салон, Галерија Центра за културу „Масука”, Велика Плана,
- 2021.

Изложба графика „Младост”, Графички колектив, Београд,
28. Јесењи ликовни салон, Галерија Центра за културу „Масука”, Велика Плана,
- 2022.

16. међународни бијенале уметности минијатуре, Горњи Милановац
Пролећни ликовни салон, Галерија Центра за културу “Масука”, Велика Плана
- 2024.

Изложба мале графике, Графички колектив Београд

## Радови у збиркама
- „Музеј ликовне уметности“, Екатеринбург, Русија,
- „Народни музеј“, Смедеревска Паланка,
- „Општина Велика Плана” (колекција од 10 графика, део магистарске изложбе “Прозор”),
- „Балканкулт фондација“ (колекција еxлибриса), Београд,
- „Галерија 107“, Земун,
- „Галерија цртежа „Остен“, Скопље,
- Музеј ликовних уметности, Екатеринбург, Русија,
- “Колекција малих графика нишког Графичког круга, Ниш.

## Учешће на ликовним колонијама и радионицама
- Ликовна колонија „Видовача '94.”, Изложба колоније у Водицама (Смедеревска Паланка), 1994.
- Ликовна колонија „Покајница“, Изложба у Галерији Дома омладине, Велика Плана, 2001.
- Графичка радионица „Замак културе”, Врњачка бања, 2006.
- Ликовна колонија „Покајница 2009.”, Изложба у Галерији Дома омладине, Велика Плана, 2010.
- Учесник IMS размене графика, мецотинте[11]
- 2024. Учесник IMS међународне размене графика (техниика мецотинте)

## Награде и признања
- 2005. Награда „Јесењег салона” у Великој Плани,
- 2012. учесник ИМС размене графика,
- 2013. Прва награда „20 Јесењег салона”, Галерија центра за културу „Масука” у Великој Плани,
- 2014.  специјална награда IV Балатон салона, Мађарска,[12]
- 2015. Финалиста за награду Premio Acqui Incisione, Италија
- од 2016 члан селекционог жирија Галерије за културу „Масука”, Велика Плана
- 2017. Прва награда за графику на међународној изложби малог формата УНУНС, Нови Сад,[13]
- 2018. Награда за графику на XVI међународној изложби „Жене сликари”, Мајданпек.